# Hugo Kamtchop Baril
Hugo Kamtchop Baril, né le 12 novembre 1996 à La Rochelle, est un handballeur français évoluant au poste de pivot à l'USAM Nîmes Gard.

## Biographie
Vice-champion de France en karaté dans sa jeunesse, il débute le handball à 14 ans au SC Surgères Handball. Après un passage à Niort, il effectue un sport-études tout en s'engageant avec le Cesson Rennes Métropole. Ses qualités de pivot l'amènent en équipe de France jeunes avec laquelle il est sacré champion du monde jeunes en 2015. Il est également sélectionné avec l'équipe de France des moins de 21 ans en 2017 et signe professionnel la même année.
Malgré des blessures récurrentes au genou, il s'impose comme l'un des joueurs majeurs de son club dans les années 2010. En 2020, Kamtchop est cependant proche de mettre un terme à sa carrière.
Il évolue avec l'USAM Nîmes Gard à partir de la saison 2022-2023. Quelques mois après son arrivée, il connaît une rupture des ligaments croisés qui l'éloigne des terrains pendant une longue période.

## Palmarès

### En équipes de France
Équipes de France jeunes
- Médaille d'or au championnat du monde jeunes en 2015